# لاكي بلو سميث
لاكي بلو سميث (بالإنجليزية: Lucky Blue Smith)‏ هو ممثل وموسيقي وعارض أزياء أمريكي؛ وقّع لدى وكالة عارضي أزياء في سن 12 عامًا.

## حياته الموسيقية
في عام 2009، شكّل سميث وأخواته الثلاثة فرقة موسيقى الروك تدعى ذا أتوميك وكان هو قارع الطبول وذكر أن الموسيقى هي شغفه الحقيقي.

## حياته الشخصية
والدته هي شيريدان سميث وهي عارضة أزياء سابقة أمّا والدهُ فهوَ دالون سميث وهوَ موسيقي أيضًا. لديهِ ثلاث شقيقات أكبر سنًا منه وهنّ ستارلي شايان سميث، ديزي كليمنتين سميث وبيبر أمريكا سميث وجميعهنّ عارضات أزياء. لدى سميث ابنة تُدعى غرافيتي ولدت في 26 تمّوز/يوليو من عام 2017.

## روابط خارجية
- لاكي بلو سميث على موقع IMDb (الإنجليزية)
- لاكي بلو سميث على موقع قاعدة بيانات الفيلم (الإنجليزية)
- لاكي بلو سميث على موقع كينوبويسك (الروسية)